# مسجد تبریزی‌ها
مسجد تبریزی‌ها مربوط به دوره قاجار است و در کاشان، بازارچه ملک، میدان بسیج واقع شده و این اثر در تاریخ ۱۳ اردیبهشت ۱۳۵۳ با شمارهٔ ثبت ۹۷۲ به‌عنوان یکی از آثار ملی ایران به ثبت رسیده است.